# Dalovice (nádraží)
Dalovice jsou železniční stanice ve stejnojmenné obci v okrese Karlovy Vary.  Leží v km 182,509 dvoukolejné elektrizované trati Chomutov–Cheb (25 kV, 50 Hz AC) a v km 10,635 na jednokolejné neelektrizované trati Karlovy Vary – Merklín.

## Historie
Trať z Prahy přes Kladno a Rakovník do Chebu přes Dalovice byla vystavěna v rámci projektu propojení kladenské a severočeské důlní oblasti, financovaného a provozovaného soukromou společností Buštěhradská dráha (BEB). Dne 9. listopadu 1871 byl uveden do provozu celý nový úsek trasy z Března přes Prunéřov do Ostrova, o měsíc později byla zahájena doprava do Karlových Varů, odkud mohly vlaky pokračovat po již hotovém úseku až do Chebu. V místě budoucí stanice Dalovice byl zřízen jen strážní domek č. 150. V roce 1877 byla od tohoto strážního domku vybudována vlečka k hnědouhelným dolům nedaleko Otovic. Poté byla v místě zřízena zastávka a nakládací rampa.
V roce 1902 byla postavena místní dráha z Dalovic do Merklína. S provozem na trati do Merklína, který byl zahájen 1. října 1902, byla otevřena i nová výpravní budova.
Po zestátnění Buštěhradské dráhy k 1. lednu 1923 správu přebraly Československé státní dráhy. Druhá kolej byla postavena v roce 1930. Původní název stanice Dallwitz byl v roce 1945 změněn na Dalovice. Úsek trati Karlovy Vary – Kadaň byl elektrizován v letech 2004–2006.

## Popis
Ve stanici jsou tři jednostranná úrovňová nástupiště u koleje č. 1 a 2 dlouhé 170 m, u koleje č. 4 je dlouhé 40 m. Stanice je vybavena staničním zabezpečovacím zařízením typu ESA 11, které je ovládáno z JOP Karlovy Vary. V rámci elektrizace trati byla demontována kusá kolej č. 5a, výtažná kolej 4b a vlečka do teplárny. Kolej č. 5 byla nově napojena z kadaňského zhlaví a ukončena ve vzdálenosti 390 m zarážedlem.
Ve stanici se v km 182,304 (na hájeckém zhlaví) nachází železniční přejezd P82 vybavený přejezdovým zabezpečovacím zařízením se závorami, kde trať kříží silnice III/22129. Dále je ve stanici (na záhlaví směr Sadov) v km 10,079 přejezd P219. V blízkosti stanice v km 184,150 je železniční přejezd P83 vybavený přejezdovým zabezpečovacím zařízením se závorami, kde trať kříží místní komunikace.

### Výpravní budova
Výpravní budova je přízemní stavba se sedlovou střechou postavena podle typového vzoru 59/H železničního oddělení Zemského výboru Království Českého.